# Grand Prix de triathlon 2004
Navigation
Grand Prix de triathlon 2003 Grand Prix de triathlon 2005
Le Grand Prix de triathlon 2004 est composée de cinq courses organisées par la Fédération française de triathlon (FFTRI). Chaque course est disputée au format sprint soit 750 m de natation, 20 km de cyclisme et 5 km de course à pied. 
Le Grand Prix de triathlon 2004 se déroule du 2 mai au 18 septembre 2004. 

## Calendrier[1]
| Étapes   | Date                     | Villes              |
| -------- | ------------------------ | ------------------- |
| 1° étape | dimanche 2 mai 2004      | Montpellier         |
| 2° étape | dimanche 23 mai 2004     | Dunkerque           |
| 3° étape | samedi 19 juin 2004      | Saint-Jean-de-Monts |
| 4° étape | dimanche 27 juin 2004    | Marseille           |
| 5° étape | samedi 18 septembre 2004 | La Baule            |

## Clubs engagés

### Hommes
- Racing Club de France
- E.C. Sartrouville Triathlon
- Beauvais Triathlon
- Poissy Tri Duathon Club
- Montluçon Triathlon
- US Vendôme Tri

### Femmes
- Poissy Tri Duathon Club
- Beauvais Triathlon
- Tri Club Châteauroux 36
- Les Sables Vendée Tri
- Montpellier Agglo Tri

## Résultats

### Montpellier
| Position           | Hommes             | Femmes                  |
| ------------------ | ------------------ | ----------------------- |
| Médaille d'or      | Beauvais Triathlon | Poissy Triathlon        |
| Médaille d'argent  |                    | Beauvais Triathlon      |
| Médaille de bronze |                    | Tri Club Châteauroux 36 |

### Dunkerque
| Position           | Hommes                      | Femmes                  |
| ------------------ | --------------------------- | ----------------------- |
| Médaille d'or      | Beauvais Triathlon          | Poissy Triathlon        |
| Médaille d'argent  | E.C. Sartrouville Triathlon | Beauvais Triathlon      |
| Médaille de bronze |                             | Tri Club Châteauroux 36 |

### Saint-Jean-de-Monts[2]
| Position           | Hommes                      | Femmes                  |
| ------------------ | --------------------------- | ----------------------- |
| Médaille d'or      | E.C. Sartrouville Triathlon | Poissy Triathlon        |
| Médaille d'argent  | Beauvais Triathlon          | Beauvais Triathlon      |
| Médaille de bronze | Poissy Triathlon            | Tri Club Châteauroux 36 |

### Marseille
| Position           | Hommes             | Femmes             |
| ------------------ | ------------------ | ------------------ |
| Médaille d'or      |                    | Beauvais Triathlon |
| Médaille d'argent  | Beauvais Triathlon | Poissy Triathlon   |
| Médaille de bronze |                    |                    |

### La Baule
| Position           | Hommes | Femmes             |
| ------------------ | ------ | ------------------ |
| Médaille d'or      |        | Poissy Triathlon   |
| Médaille d'argent  |        |                    |
| Médaille de bronze |        | Beauvais Triathlon |

## Classement général final[3]
| Position | Hommes                      | Hommes | Femmes                  | Femmes |
| Position | Équipes                     | Points | Équipes                 | Points |
| -------- | --------------------------- | ------ | ----------------------- | ------ |
|          | Beauvais Triathlon          | 970    | Poissy triathlon        | 1000   |
|          | E.C. Sartrouville Triathlon | 920    | Beauvais Triathlon      | 890    |
|          | Poissy triathlon            | 840    | Tri Club Châteauroux 36 | 860    |
| 4e       | Montluçon Triathlon         |        | Les Sables Vendée Tri   |        |
| 5e       | Racing Club de France       |        | Montpellier Agglo Tri   |        |
| 6e       |                             |        |                         |        |
| 7e       |                             |        |                         |        |
| 8e       |                             |        |                         |        |
| 9e       |                             |        |                         |        |
| 10e      |                             |        |                         |        |
| 11e      |                             |        |                         |        |
| 12e      |                             |        |                         |        |
| 13e      |                             |        |                         |        |
| 14e      |                             |        |                         |        |
| 15e      |                             |        |                         |        |
| 16e      |                             |        |                         |        |

## Résultats individuels
| Hommes                                             | Montpellier | Dunkerque | Saint-Jean-de-Monts | Marseille | La Baule |
| -------------------------------------------------- | ----------- | --------- | ------------------- | --------- | -------- |
| Cédric Fleureton (E.C. Sartrouville Triathlon)     |             |           |                     | 1er       |          |
| Volodymyr Polikarpenko (US Vendôme Tri)            |             |           |                     | 2e        |          |
| Frédéric Belaubre (E.C. Sartrouville Triathlon)    |             |           |                     |           | 1er      |
| Franck Bignet (Beauvais Triathlon)                 |             |           |                     |           | 3e       |
| Stéphane Poulat (Beauvais Triathlon)               |             | 1er       |                     | 3e        | 2e       |
| Yannick Bourseaux (Montluçon Triathlon)            |             | 2e        |                     |           |          |
| Guillaume Dechavanne (E.C. Sartrouville Triathlon) |             | 3e        |                     |           |          |

| Femmes                                  | Montpellier | Dunkerque | Saint-Jean-de-Monts | Marseille | La Baule |
| --------------------------------------- | ----------- | --------- | ------------------- | --------- | -------- |
| Jessica Harrison (Poissy Triathlon)     |             | 1er       |                     | 3e        | 3e       |
| Stéphanie Gros (Poissy Triathlon)       |             | 2e        |                     |           |          |
| Delphine Pelletier (Beauvais Triathlon) |             | 3e        |                     |           |          |
| Carole Péon (Tri Club Châteauroux 36)   |             |           |                     | 1er       | 2e       |
| Janine Härtel (Beauvais Triathlon)      |             |           |                     | 2e        |          |
| Virginie Jouve (Poissy Triathlon)       |             |           |                     |           | 1er      |